# Gorenja vas pri Leskovcu
Gorenja vas pri Leskovcu – wieś w Słowenii, w gminie Krško. W 2018 roku liczyła 133 mieszkańców.